# Ellie Greenwich
Eleanor Louise "Ellie" Greenwich (23 de outubro de 1940 - 26 de agosto de 2009) foi uma cantora de música pop, compositora e produtora musical estadunidense.
Ela escreveu ou co-escreveu "Be My Baby", "Christmas (Baby Please Come Home)", "Da Doo Ron Ron", "Leader of the Pack", "Do Wah Diddy Diddy" e "River Deep – Mountain High", entre outros. Ela descobriu Neil Diamond e fez backing vocals em diversas canções de sucesso dele.
Trabalhou com o produtor musical Phil Spector, e produziu Frank Sinatra, Lesley Gore, Bobby Darin, Nona Hendryx e Cyndi Lauper.